# Retranca

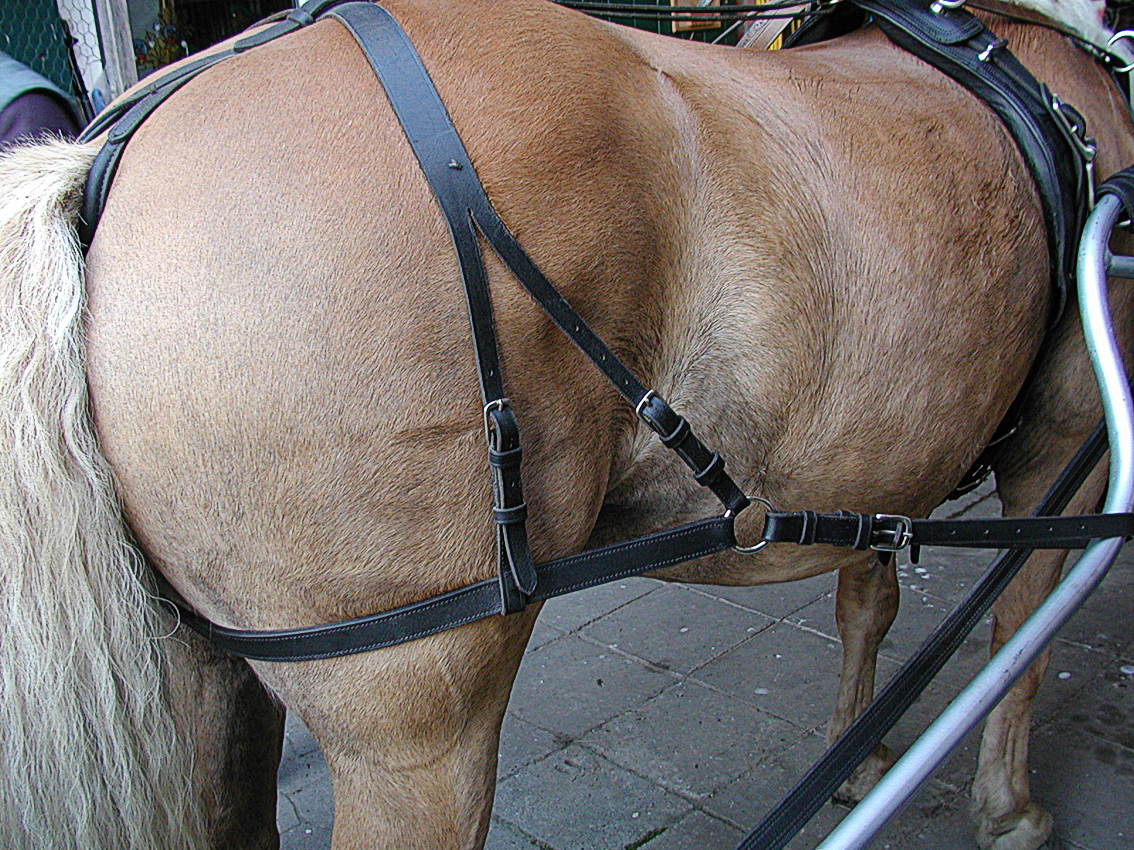
Retranca

Se llama retranca a una pieza del atalaje del caballo. Es una correa de cuero de metro y medio de larga por doce a quince centímetros de ancha, con dos fajuelas (trozos de cuero sobrepuestos en su cara externa que sujetan las grandes hebillas) cuatro chapas de concierto, dos alzatirantes y dos grandes hebillas cosidas una en cada uno de sus extremos, en los que se encuentran también dos baguillas por donde pasan las puntas del cejadero largo. 
Se coloca la retranca en la parte posterior del animal rodeando las piernas y, para estar bien colocada, ha de quedar como dos pulgadas más baja que la punta de la nalga terminando los dos extremos en la parte inferior de los ijares. La retranca se corresponde con el cejadero largo por su parte anterior, con los tirantes por la inferior y anterior, y queda sujeta posteriormente por el trozo corredizo y caídas del gruperín mediante sus chapas de concierto.
La cara interna de la retranca debe estar guarnecida por cuero en su parte posterior y aún mejor rehenchida de pelote para disminuir los efectos del ludimiento en las grandes bajadas. Tiene el mismo uso que los cejaderos y a pesar de ser ella la que más influye para retener el carruaje, las lesiones que produce son de la misma índole que las producidas por aquellos.

## Historia
La retranca tiene sus raíces en el petral o "collar de pecho" inventado por los chinos durante la era de los Reinos Combatientes (481-221 a. C.). La retranca china se hizo popular en toda Asia Central en el siglo VII, y fue introducida en Europa en el siglo VIII.  La retranca permitía que el caballo mantuviera o frenara la carga, ya que previamente, los arneses para caballos se sujetaban a los vehículos con correas alrededor del cuello, ya que los mismos fueron diseñados para fijarse alrededor del cuello del caballo, lo hacía imposible que el caballo tirara de cargas muy pesadas. La retranca actuaba como un freno cuando un carruaje se deslizaba hacia adelante en cuesta abajo y también hacía posible maniobrar el carruaje en reversa.